# Outils Wolf
Pour les articles homonymes, voir Wolf.
Outils WOLF est une marque implantée en Alsace et à dimension internationale spécialisée dans la production de matériels et d'outils du secteur jardin.
Depuis le 15 janvier 2018, c'est devenu une marque de la société Etesia.

## Historique
En août 1922, après avoir été taillandier forgeron pendant 40 ans, August Wolf décide de produire industriellement ses outils à mains, à Betzdorf en Allemagne.
Son idée est d'adapter l'outil à l'homme. Cette conception est à la base d'un développement dans le monde du jardinage. En 1927, il invente les outils à tirer puis en 1929, le manche inséparable de l'outil.
En juillet 2016, avec une concurrence commerciale importante de plus en plus forte et des prix tirant vers le bas, l'entreprise est placée en redressement judiciaire et annonce un PSE (plan de sauvegarde de l'emploi). Cette situation est liée à la baisse des ventes que l'entreprise 
subit.
Le 15 janvier 2018, Outils Wolf fusionne avec Etesia SAS. La société est radiée du registre du commerce,,. 
Les deux marques sont conservées.